# Operación Celeridad
Operación Celeridad (del inglés Operation Alacrity) era el nombre en clave de un posible plan aliado de invasión del archipiélago de las Azores durante la Segunda Guerra Mundial. Nunca llegó a tener lugar porque Portugal estuvo de acuerdo en permitir a los aliados utilizar las bases aéreas en las islas. Las islas tenían un enorme valor estratégico para los aliados en la derrota de los U-boats alemanes. El gobierno portugués, demasiado débil para defender las Azores y su gran imperio colonial, decidió mantenerse neutral en la guerra. El dictador Salazar estaba especialmente preocupado por una posible invasión alemana a través de España y no quería provocar a Hitler o dar una excusa Franco para ponerse del lado del Eje e invadir Portugal. Gran Bretaña y Estados Unidos diseñaron planes para instalar bases a pesar de estar en contra de la voluntad del gobierno de Lisboa. Los planes finalmente nunca se realizaron. Finalmente los británicos pidieron utilizar las bases en 1943 y Portugal aceptó, permitiendo a los aliados usarlas. La Operación Celeridad se materializó en el llamado War Plan Gray, un plan de invasión detallado en 1940-1.

## Visión general

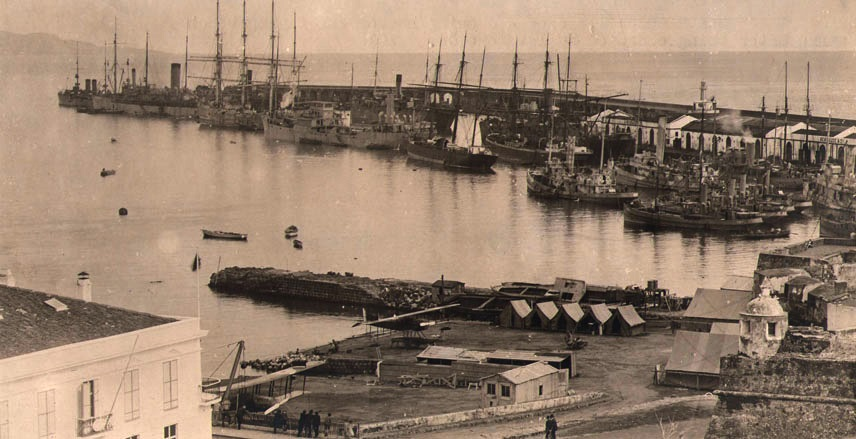
La 1.ª Compañía aeronáutica de Estados Unidos en Ponta Delgada (21 de enero de 1918), una de las primeras unidades de aviación estadounidense en servir en el extranjero durante la Primera Guerra Mundial

Desde su colonización en el siglo XV las islas de Azores se convirtieron en un bastión del poder portugués que protegía las líneas de comunicaciones de su imperio colonial. El advenimiento de la aviación aumentó la importancia estratégica de las Azores. Durante Primera Guerra Mundial Portugal autorizó a los EE. UU. para establecer bases navales en Horta y Ponta Delgada y en 1918 como oficial de la Armada Franklin D. Roosevelt hizo escala en las Azores, y se dio cuenta del valor estratégico que suponía la nueva base naval americana que había allí.
En mayo de 1919, con la Primera Guerra Mundial terminada, el primer vuelo transatlántico con éxito tuvo lugar de los Estados Unidos a Gran Bretaña por tres hidroaviones modelo "Curtiss Flyer" que utilizaron el puerto de Horta en la isla de Faial como escala en su vuelo. En la década de 1930 el vuelo de Pan American realizó el primer vuelo regular comercial, con el modelo "Pan-Am Clippers" (Sikorsky S-40 aeronaves flotantes), de Norfolk, VA a las Azores y después conexión a Europa.
Cuando el estallido de la Segunda Guerra Mundial Salazar tenía cierta aversión al régimen Nazi en Alemania y sus ambiciones imperiales pero lo respetaba por ser un bastión contra el comunismo, enemigo común de los regímenes luso y alemán. Aunque Salazar ayudó a la causa de régimen nacionalista español y a Franco, temiendo una posible invasión comunista de Portugal, no generó lazos cordiales con las potencias del eje como sí haría el gobierno de Madrid. La política de neutralidad de Portugal en el conflicto incluía un componente estratégico. El país todavía controlaba territorios en ultramar, pero debido a la situación de pobreza del país, en caso de un ataque militar no estaba en condiciones de defender sus colonias de un ataque exterior. En el estallido de la Segunda Guerra Mundial en 1939, el gobierno portugués anunció, el 1 de septiembre, que la alianza anglo-portuguesa se mantenía intacta, pero en tanto en cuanto los británicos no buscaran la asistencia de los lusos, Lisboa permanecería neutral en la guerra y así lo hizo. En un non paper del 5 de septiembre el gobierno de Londres confirmó entender la postura portuguesa.
En 1940 la Armada portuguesa finalmente estableció una base aeréo-naval en Ponta Delgada. Durante la primavera de 1941, António de Oliveira Salazar empezó para creer que Alemania, o sus aliados, invadirían completamente la península ibérica. Como consecuencia, el régimen de Estado Novo ponderó la retirada del gobierno portugués a las Azores, con el apoyo de Gran Bretaña. En este contexto un grupo anglo-portugués se estableció para estudiar y diseñar la construcción de aeródromos nuevos en el archipiélago.
Durante 1940–41 los EE. UU., Gran Bretaña y Alemania planificaron cada uno por su cuenta la ocupación de las islas. A pesar del hecho que las islas estaban sólo a 1500 kilómetros de Lisboa y a 3900 de Nueva York, en 1940 Roosevelt consideró incluir tanto las Azores y las islas Cabo Verde bajo la Doctrina Monroe de 1825. Roosevelt declaró que la ocupación alemana de las Azores o Cabo Verde comprometía la seguridad de EE. UU. y el 22 de mayo de 1941 encargó al Ejército de EE. UU. y a la Armada para redactar un plan oficial, el Plan de Guerra Gris, para ocupar las Azores portuguesas.
A lo largo de mayo y junio de 1941 la actitud americana hacia de Azores evolucionó debido a un incidente diplomático. La prensa americana empezó a insinuar que Estados Unidos planeaba una invasión preventiva de las Azores. Los rumores fueron confirmados por el senador Claude Pepper en un discurso, y también por el presidente Roosevelt el 27 de mayo de 1941 en otro discurso.  La soberanía portuguesa sobre las islas del archipiélago no fue considerada en ninguno de los dos discursos, lo que llevó a Lisboa a ejercer una enorme presión diplomática en Washington D. C.. 
Pero el 22 de junio de 1941 los alemanes invadieron la Unión Soviética lo que implicaba que los alemanes probablemente no pudieran invadir Gran Bretaña y también tendría que relajar su presión en el Atlántico. En una carta del 8 de julio de 1941, pretendiendo rechazar "informes falsos" que complicaban las relaciones entre los Estados Unidos y Portugal, el presidente Roosevelt aseguró Salazar: "Lo que quiero decir, en la opinión del Gobierno de Estados Unidos, que el continuo ejercicio de una indiscutible soberanía del Gobierno de Portugal sobre el mismo territorio portugués, las Islas Azores y sobre las colonias portuguesas ofrece una completa seguridad al Hemisferio Occidental así como las regiones antes mencionadas. Esto es, consecuentemente, que es deseo de Estados Unidos que no se infrinja la soberanía portuguesa sobre estos territorios".
En 1941, los oficiales portugueses reconocen el peligro que suponía que las Azores cayeran manos alemanas, expandiendo la pista de aterrizaje y enviando tropas adicionales y equipamiento a Lajes incluyendo aviones Gladiador. Portugal declaró la base capaz para la defensa aérea el 11 de julio de 1941. Para enfatizar en la soberanía portuguesa sobre el territorio el presidente de Portugal, General Carmona, hizo una visita oficial a las Azores en julio y agosto de 1941 y su mensaje fue "Aqui é Portugal" (Portugal está aquí).
Sin embargo, en agosto de 1941, durante la Conferencia Atlántica, el presidente Roosevelt revivió los planes para invadir las Azores. Pero mientras las victorias alemanas en el Frente Oriental revivieron los miedos en el Atlántico todos los intentos para dar nueva vida al proyecto fallaron.
En diciembre de 1941, en un ataque preventivo, tropas holandesas y australianas invadieron el Timor portugués a lo cual Portugal protestó inmediatamente por vulnerar su neutralidad. Lisboa mandó tropas a la colonia pero se encontraban en el medio del Océano Índico cuando los japoneses invadieron Timor en enero de 1942. Las protestas de Salazar a raíz de la violación de la soberanía nacional y la neutralidad de los aliados, y la consecuente invasión japonés del territorio portugués fueron un argumento de peso para que Portugal no cediera en conceder facilidades a la causa aliada.

### Cesión del uso de las bases

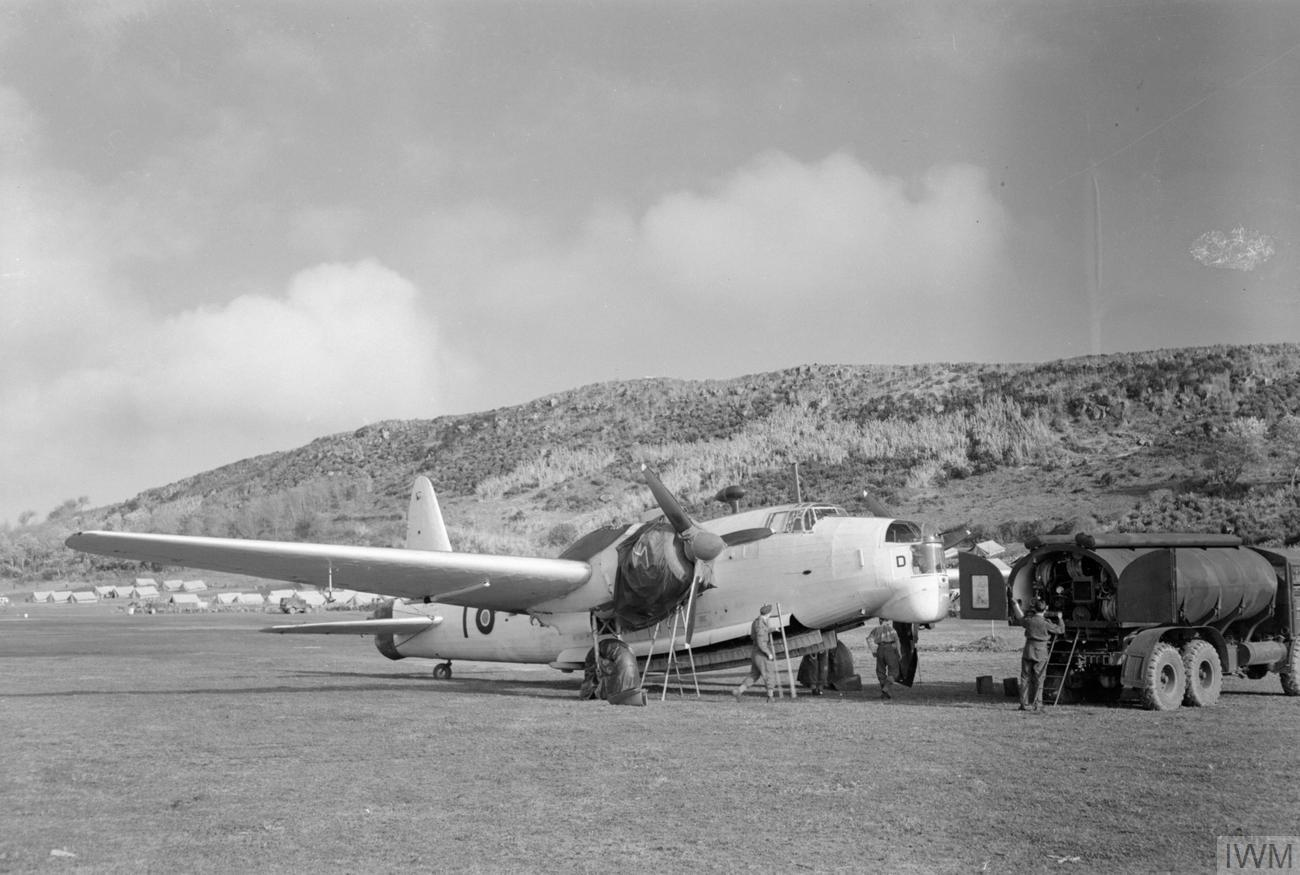
Un Vickers Wellington Mk XIV, Núm. 172 RAF de Escuadrón en servicio en el aeródromo de Lajes en 1944

En 1943 la fuerza militar americana había aumentado significativamente y lo éxitos en la campaña del Norte de África habían reducido mucho las posibilidad de una invasión de la península ibérica. En mayo, en la Tercera Conferencia de Washington, con el nombre de Tridente, se estuvo de acuerdo con que la ocupación de las Azores era fundamental para llevar una campaña contra los u-boats extendiendo así el rango de acción del apoyo aéreo. Estados Unidos comunicó a Churchill que diera las siguientes instrucciones a Lisboa: "Si Portugal rechazaba dejar las bases, las Azores serían ocupadas". Aun así, Sir Ronald Hugh Campbell, el embajador británico consideró la sugerencia del Departamento de Estado de EE. UU. "particularmente inapropiada e incomprensible en la coyuntura actual." Le recordó que en el principio de la guerra, Salazar había permanecido neutral con la aprobación británica. Campbell vio a Salazar tan fundamentalmente leal a la alianza anglo-lusa que declaró que "él [Salazar] contestaría la llamada si hay razones directamente necesarias". La oposición para invadir las Azores también provenía de Anthony Eden, a quien la vulneración de la neutralidad portuguesa podría romper con el valor moral defendido por los aliados de una comunidad de naciones soberanas. Campbell y Eden estaban acertados, cuando en agosto de 1943 los británicos formalmente pidieron el uso de las bases portuguesas, invocando la alianza anglo-portuguesa y Salazar respondió favorablemente y depresia: Portugal permitió el uso de las bases, dejando para uso británico los puertos azoreños de Horta (en la isla de Faial) y Ponta Delgada (en la isla de São Miguel), y los aeródromos de Lajes (en Terceira) y Santana (en São Miguel).
Franklin Roosevelt informó a Winston Churchill que los Estados Unidos negociarían directamente el gobierno portugués con el propósito de hacer uso de las instalaciones de aviación en las Azores. Las negociaciones para el acuerdo entre los Estados Unidos y Portugal, conducidas inicialmente por George Kennan en Portugal, duraron mucho tiempo y fueron complejas. El acuerdo final se firmó el 28 de noviembre de 1944 entre el embajador de EE. UU. Raymond Henry Norweb y Salazar.

## Más información
- Portugal en la Segunda Guerra Mundial
- las Azores
- Base de Lajes